# ハロルド・ホテリング
ハロルド・ホテリング（Harold Hotelling、1895年9月29日 - 1973年12月26日）は、ミネソタ州フルダで生まれたアメリカの経済学者。
コロンビア大学教授、ノースカロライナ大学教授であった。専攻は、数理経済学、統計学、資源経済学であり、主成分分析法や正準相関分析などを発展させたことが知られている。また、「再生産不能な資源の経済学」（1931年）という論文は、石油危機のあと再発見され、枯渇性資源の経済学などの研究を発展させた。

## 略歴
- 1895年　ミネソタ州フルダで生まれた。
- シアトルの高校を卒業後、地方紙に記者として働く。
- 1916年　ジャーナリズムを勉強するため、ワシントン大学に入学する。
- 1919年　学士号を得て、ワシントン大学大学院に進む。
- 1921年　数学でMAを取得する。
- 1924年　プリンストン大学よりPh.D.を授与される。
- 1924年　スタンフォード大学の食糧研究所で教え始める。
- 1927年　スタンフォード大学の数学准教授となる。
- 1931年　コロンビア大学に移籍し経済学教授となる。
- 1936年　計量経済学会会長に選ばれる。
- 1941年　数理経済学会会長に選ばれる。
- 1946年　ノースカロライナ大学に移る。
- 1965年　アメリカ経済学会の特別研究員に選ばれる。
- 1966年　定年となる。
- 1973年　78歳で死去。

## 業績
- 数理経済学の先駆者であり、多くの統計手法、多変量解析の考案者である。
- 1929年の「競争での安定」（『エコノミック・ジャーナル』）で、非価格競争と、販路に関する地理的立地の関連を考えつき、利潤極大化によって互いに近接した位置を取ろうとすることを示した。この「差別化最小の原理」によって、競い合う多くの製品が互いに類似しているだけでなく、競合する政党のマニフェストが類似していることも説明がつくと論じた。これは、その後、立地の経済学の論文を増加させ、また独占的競争の論文の成分となった。
- 1931年の「再生産不能な資源の経済学」（『ジャーナル・オブ・ポリティカル・エコノミー』）という論文は、1973年の石油危機の後に再発見され、「資源経済学」としての多くの研究に刺激を与えた。
- 1938年の「課税と鉄道の問題ならびに利用率と関係した一般的厚生」（『エコノメトリカ』）では、生産物価格は限界費用で決めるべきという原理を数学的に証明し、新厚生経済学の第一命題となった。
- コロンビア大学での門下生にケネス・アローやミルトン・フリードマンがいる。

## 著書・論文
- "A General Mathematical Theory of Depreciation", 1925, Journal of ASA.
- "Differential Equations Subject to Error", 1927, Journal of ASA
- Review of R. A. Fisher's Statistical Methods for Rearch Workers,1927. Journal of ASA Harold Hotelling’s review of Fishers’ Statistical Methods.
- "Applications of the Theory of Error to the Interpretation of Trends", with H. Working, 1929, Journal of ASA.
- "Stability in Competition", 1929, EJ.
- "The Economics of Exhaustible Resources", 1931, JPE.
- "The Generalization of Student's Ratio", 1931, Annals of Mathematical Statistics.
- "Edgeworth's Taxation Paradox and the Nature of Supply and Demand Functions", 1932, JPE.
- "Analysis of a Complex of Statistical Variables with Principal Components",1933, Journal of Educational Psychology
- "Demand Functions with Limited Budgets", 1935, Econometrica.
- "The most predictable criterion", 1935, Journal of Educational Psychology
- "Relation Between Two Sets of Variates", 1936, Biometrika.
- "Rank Correlation and Tests of Significance Involving no Assumption of Normality", in "American Mathematical Statistics", 1936 (coauthor M. R. Pabst)
- "The General Welfare in Relation to Problems of Taxation and of Railway and Utility Rates", 1938, Econometrica.
- Hotelling, Harold (Dec. 1940). "The Teaching of Statistics". The Annals of Mathematical Statistics 11 (4): 457–470.
- "A generalized T-Test and measure of multivariate dispersion", Proc. Second Berkeley Symposium of Mathematical Statistics and Probability, 1951
- Hotelling, Harold (1988). "Golden Oldies: Classic Articles from the World of Statistics and Probability: 'The Teaching of Statistics'". Statistical Science 3 (1): 63–71.
- Hotelling, Harold (1988). "Golden Oldies: Classic Articles from the World of Statistics and Probability: 'The Place of Statistics in the University'". Statistical Science 3 (1): 72–83.